# Flachen
Flachen ist eine im Mansfelder Kupferschieferbergbau übliche Bezeichnung für ein Abhauen.
Hauptflachen zählen zu den Ausrichtungsgrubenbauen und werden fallend im Einfallen der Lagerstätte aufgefahren. Von ihnen ausgehend wurde das Kupferschieferflöz durch streichende Sohlenstrecken ausgerichtet.